# 원 타임스 스퀘어
원 타임스 스퀘어(One Times Square)는 미국 뉴욕 타임스 스퀘어에 위치한 마천루이다. 새해에서는 볼드랍 행사도 열리는 건물이다. 주위는 네온사인으로 덮여 있다. 25층, 120m의 높이다.